# Dix Heures et demie du soir en été (roman)
Pour les articles homonymes, voir Dix Heures et demie du soir en été.
Dix Heures et demie du soir en été est un roman de Marguerite Duras paru le 7 juillet 1960 aux éditions Gallimard.

## Résumé
Un couple (Pierre et Maria), leur fille de quatre ans (Judith), ainsi qu'une amie (Claire) sont en vacances en Espagne. Arrêtés dans un petit village non loin de Madrid, les protagonistes apprennent qu'un meurtre a eu lieu dans la journée: un certain Rodrigo Paestra aurait tué sa jeune femme de 19 ans ainsi que son amant.

## Adaptations du roman
Ce roman a été adapté au cinéma dans le film de Jules Dassin, Dix Heures et demie du soir en été (aussi connu sous le titre original : 10:30 P.M. Summer) sorti en 1966. Une autre adaptation a été réalisée par Fabrice Camoin avec son film Orage sorti en 2015.
Dix Heures et demie du soir en été  a également été adapté pour le théâtre par la compagnie Entrepôt-Logis en juin 2010.

## Éditions
- Éditions Gallimard, 1960  (ISBN 2070220990).